# Franz I của Thánh chế La Mã
François I (tiếng Pháp) hay Franz I (tiếng Đức) (8 tháng 12 năm 1708 – 18 tháng 8 năm 1765)), còn được gọi là François Étienne (tiếng Pháp) hoặc Franz Stephan (tiếng Đức), là Hoàng đế của Đế chế La Mã Thần thánh từ năm 1745 đến khi ông qua đời vào năm 1765, nhưng trên thực tế, vợ ông là Maria Theresia của Áo mới là người cai trị thực sự, ông chỉ hỗ trợ vợ trong việc cai quản tài chính của đế quốc và không tham gia vào bất kỳ vấn đề chính trị hay ngoại giao nào. Ngoài ra Franz còn là Công tước xứ Lorraine và Bar từ năm 1728, sau cái chết của cha ông là Leopold, Công tước xứ Lorraine cho đến khi công quốc này được chuyển cho Stanislaw I của Ba Lan, cha vợ của vua Louis XV của Pháp để đổi lấy lãnh thổ Đại công quốc Toscana lúc bấy giờ đang dưới quyền cai quản của Nhà Medici, theo sự dàn xếp giữa Pháp và Đế quốc La Mã Thần thánh, nên từ năm 1737 ông trở thành Đại công tước xứ Toscana cho đến khi qua đời. Ngôi vị Đại công tước này tiếp tục được truyền cho các con cháu của ông cho đến khi Toscana bị sáp nhập vô lãnh thổ của Vương quốc Piedmont-Sardinia vào năm 1860, sau một cuộc trưng cầu dân ý với 95% người đi bỏ phiếu chấp thuận sáp nhập vô vương quốc này.
Cuộc hôn nhân giữa ông với Maira Theresia của Hoàng tộc Hasburg đã tạo ra Nhà Habsburg-Lothringen.

## Cuộc sống đầu đời

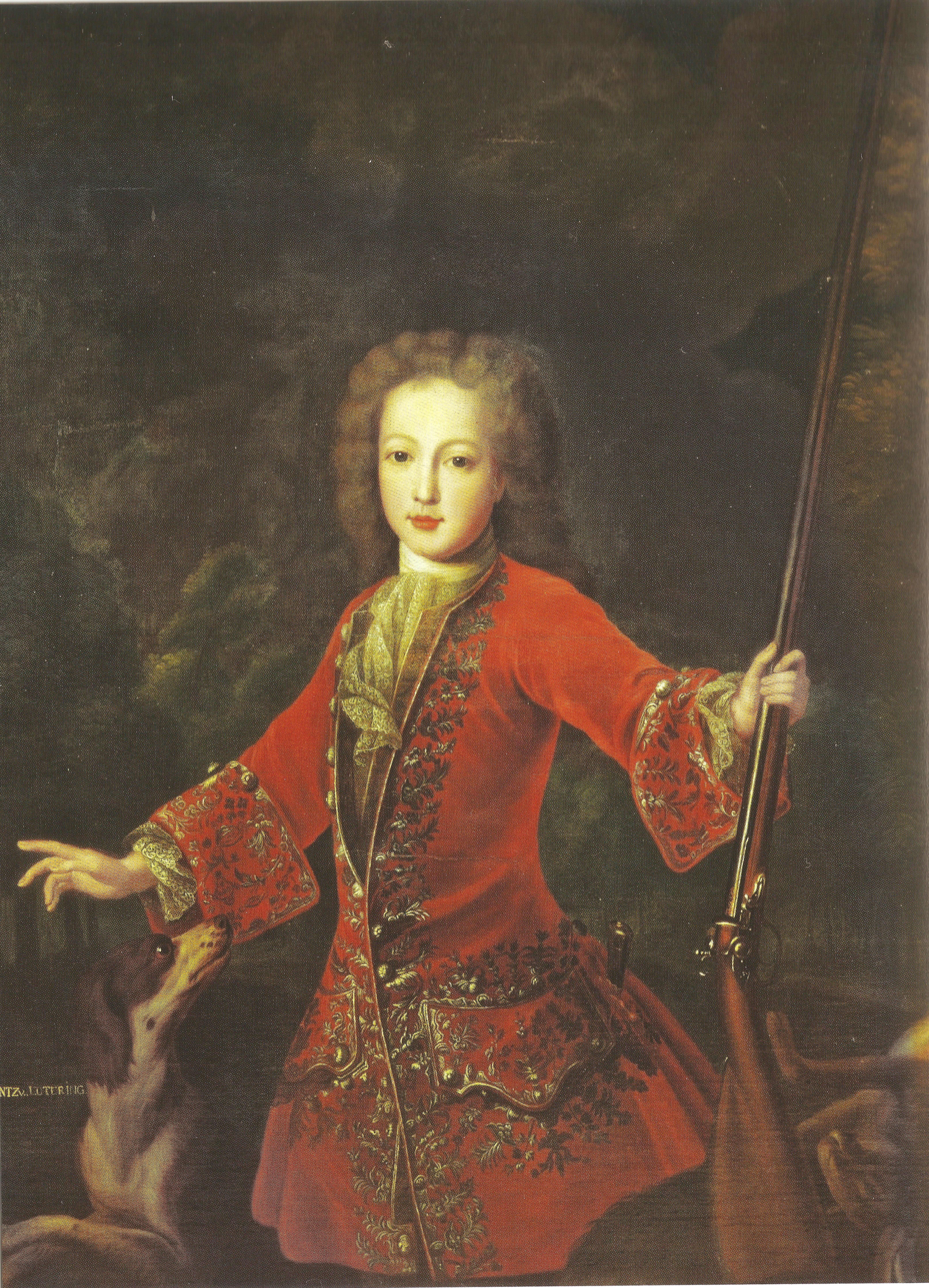
Francis năm 15 tuổi trong trang phục săn bắn

Francis sinh ra ở Nancy, Lorraine (nay thuộc Pháp), là con trai lớn nhất còn sống của Leopold, Công tước xứ Lorraine, và vợ là Quận chúa Élisabeth Charlotte xứ Orléans. Ông có một phần dòng máu của Hoàng tộc Habsburg thông qua bà của mình là Eleonore, con gái của Hoàng đế Ferdinand III.
Hoàng đế Karl VI của Thánh chế La Mã rất ưu ái người trong gia đình, những thành viên anh em họ của ông đã được thu xếp để phục vụ cho Quân chủ Habsburg và nhận được một thân phận đặc biệt. Ông còn lên kế hoạch để gả con gái của mình là Maria Theresia cho Léopold Clément, Thế tử thừa kế xứ Lorraine, anh trai của Francis. Vào ngày Léopold Clément qua đời, Hoàng đế Karl VI đã nhận Francis làm con rể tương lai của mình. Francis được đưa đến Viên, Đại công quốc Áo để được dạy dỗ và lớn lên cùng Công chúa Maria Theresia.
Năm 15 tuổi, sau khi được đưa đến Viên, ông đã được trao cho tước vị Công tước xứ Teschen thuộc vùng Các công quốc Silesia vào năm 1722. Francis kế vị cha mình, trở thành Công tước xứ Lorraine vào năm 1729.
Maria Theresa đã sắp xếp để Francis trở thành "Lord Lieutenant" (locumtenens) của Hungary vào năm 1732. Ông không hào hứng với vị trí này, nhưng Maria Theresa muốn vị hôn phu gần mình hơn. Vào tháng 6/1732, ông đồng ý đến thủ đô Pressburg của Hungary (Bratislava ngày nay).
Khi Chiến tranh Kế vị Ba Lan nổ ra vào năm 1733, Vương quốc Pháp đã sử dụng nó như một cơ hội để chiếm Công quốc Lorraine, vì thủ tướng Pháp, Hồng y Fleury, lo ngại rằng, với tư cách là sở hữu của Nhà Habsburg, quyền lực của Đại công quốc Áo sẽ đe doạ Pháp.
Một nền hòa bình sơ bộ đã được ký kết vào tháng 10/1735 và được phê chuẩn trong Hiệp ước Viên vào tháng 11/1738. Theo các điều khoản trong hiệp ước, Cựu vương Stanisław I của Ba Lan, cha vợ của Vua Louis XV và là người mất ngai vàng Ba Lan, được trao cho lãnh thổ của Công quốc Lorraine, để bù đắp cho sự mất mát của mình, Francis được trở thành người thừa kế của Đại công quốc Toscana, nơi mà ông sẽ thừa kế ngôi vị đại công tước vào năm 1737.
Mặc dù giao tranh đã dừng lại sau khi các bên ký kết điều ước, nhưng giải pháp hòa bình cuối cùng phải đợi cho đến khi Đại công tước xứ Toscana cuối cùng của Nhà Medici là Gian Gastone de' Medici qua đời vào năm 1737, để các điều ước trao đổi lãnh thổ được thực hiện thì hiệp ước mới chính thức có hiệu lực.
Vào tháng 3/1736, Hoàng đế thuyết phục Francis, con rể tương lai của ông, bí mật đổi Công quốc Lorraine lấy Đại công quốc Toscana. Hoàng đế đã xem xét các khả năng khác (chẳng hạn như gả con gái của mình cho Carlos III của Tây Ban Nha trong tương lai) trước khi tuyên bố đính hôn giữa Maria và Francis. Nếu có gì đó không ổn, Francis sẽ trở thành thống đốc của Hà Lan Áo.
Elisabetta Farnese cũng muốn có Đại công quốc Toscana cho con trai của bà là Vương tử Carlos - con trai thứ 5 của vua Felipe V của Tây Ban Nha, người mà sau này cũng trở thành vua của Tây Ban Nha; Đại công tước Gian Gastone de 'Medici không có con và có quan hệ họ hàng với Elisabeth thông qua bà cố là Margherita de' Medici. Do đó, các con trai của Elisabeth có thể tuyên bố quyền là hậu duệ của Margherita.
Vào ngày 31/01/1736, Francis đồng ý kết hôn với Maria Theresia. Ông đã do dự 3 lần mới quyết định ký bào bảng hôn ước, vì mẹ của ông, Élisabeth Charlotte của Orléans và em trai là Thân vương Charles Alexander xứ Lorraine đã chống lại việc trao đổi lãnh thổ Lorraine của tổ tiên để lấy Đại công quốc Toscana (điều khoản cho cuộc hôn nhân). Vào ngày 1/02, Maria Theresia đã gửi cho Francis một bức thư, trong đó nói rằng: cô sẽ rút khỏi chính trường, sau khi cô và Francis sinh ra được người thừa kế nam cho hoàng tộc Habsburg.

## Hôn nhân

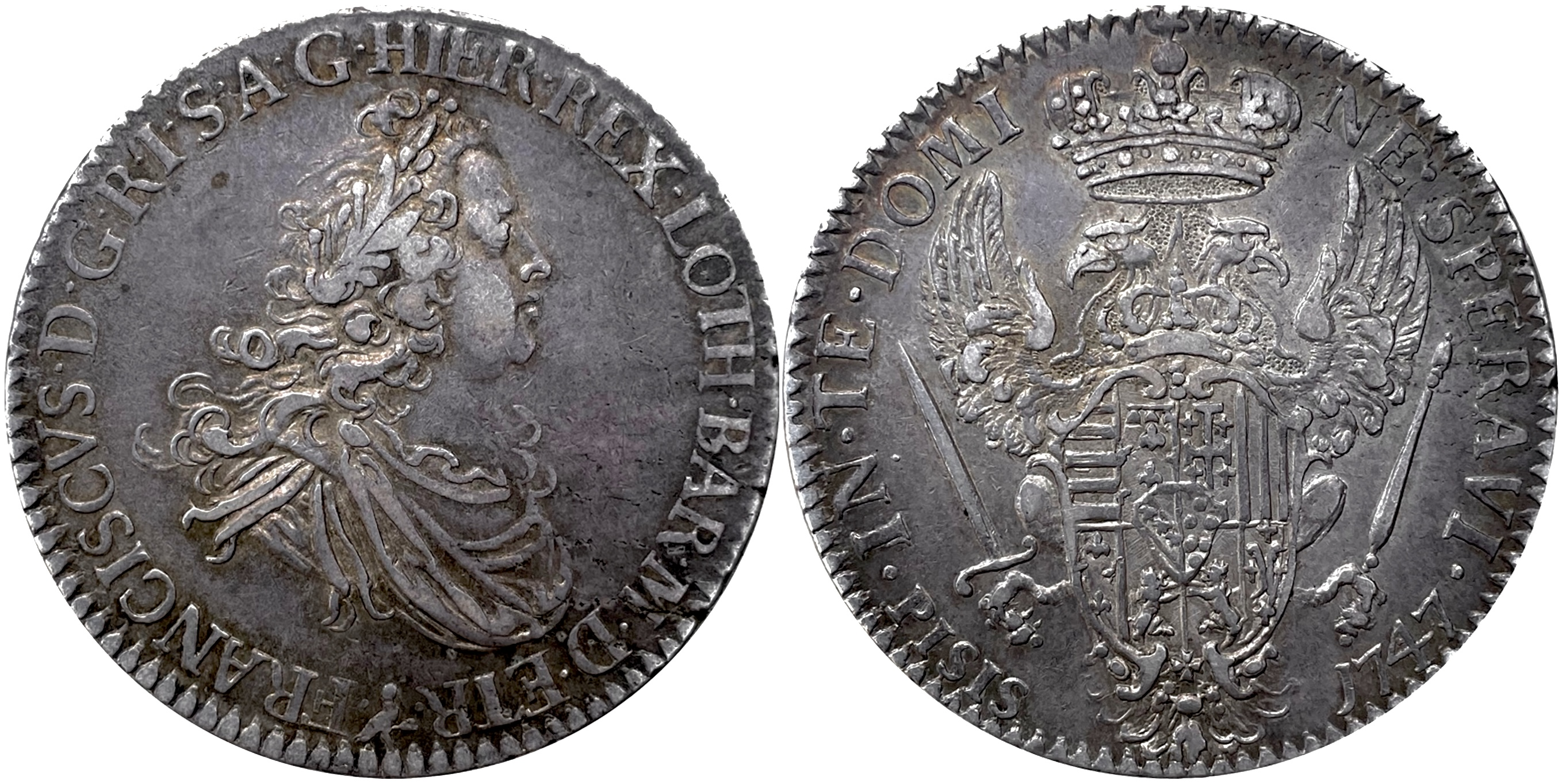
Xu bạc: 10 paoli Đại công quốc Toscana 1747, mặt trước là chân dung của Francis, với vai trò là Đại công tước của Toscana

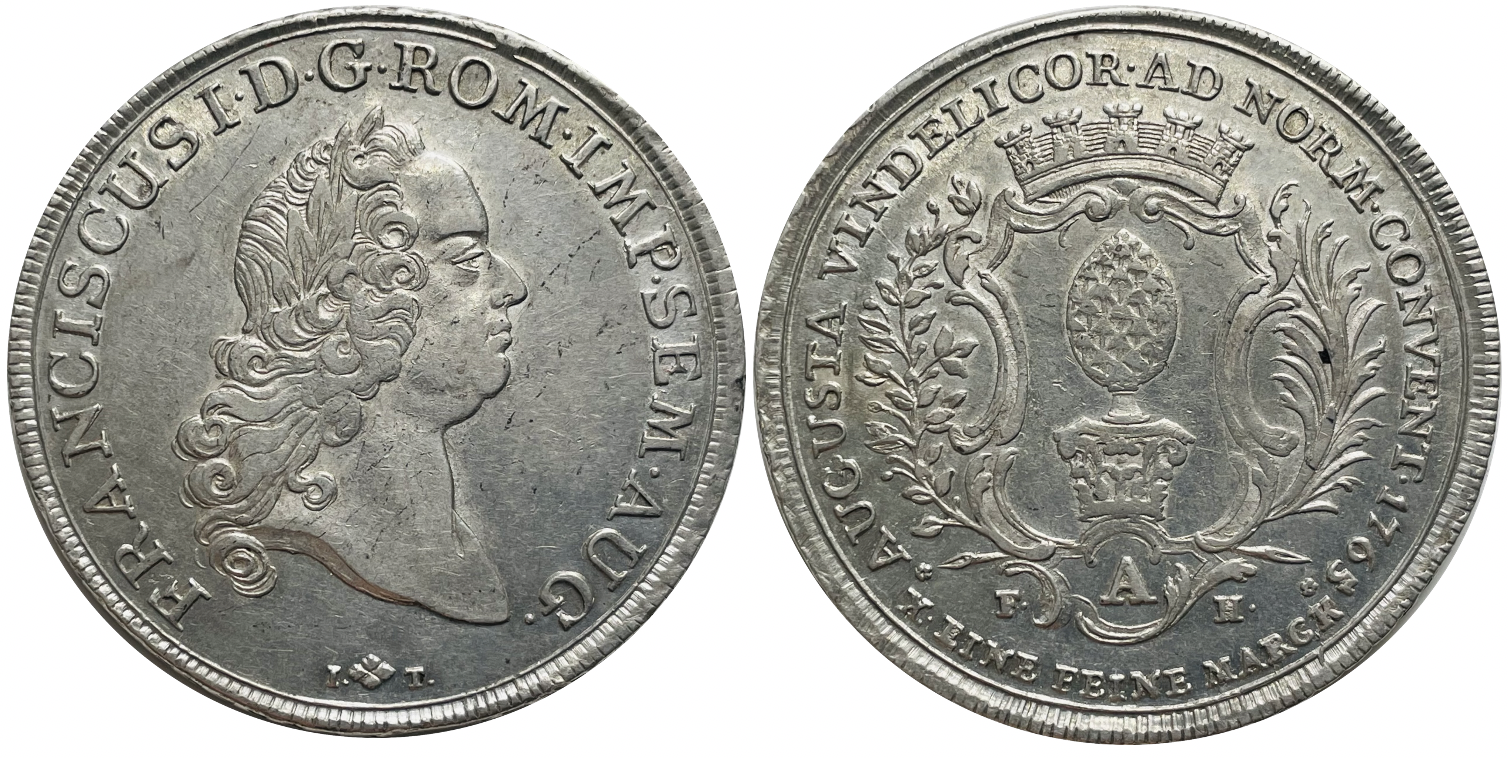
Xu bạc: 1 conventionsthaler của Thành bang tự do Augsburg, với mặt trước là Francis trong vai trò là Hoàng đế của Đế quốc La Mã Thần thánh

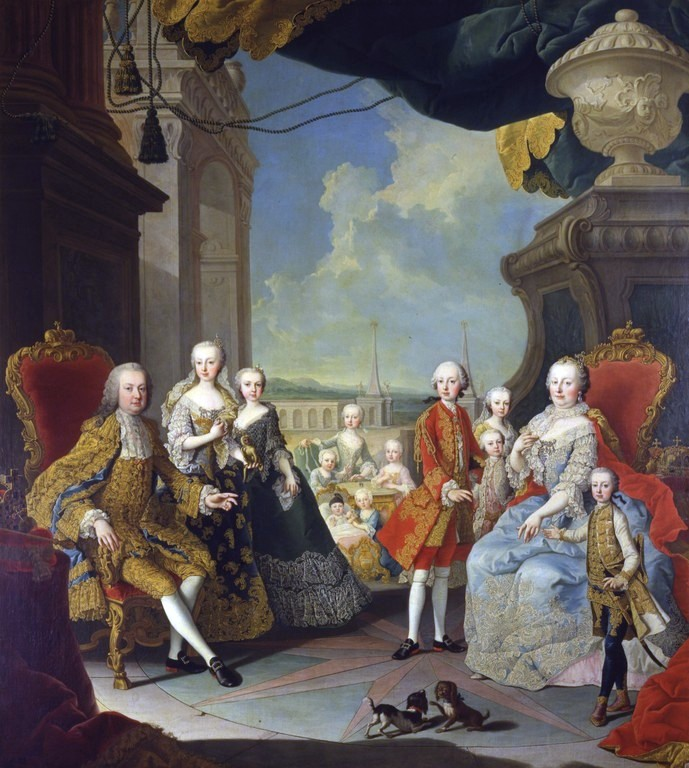
Francis I và gia đình (bởi Martin van Meytens)

Francis và Maria kết hôn vào ngày 12/02 tại Nhà thờ Augustinian, Viên, Đại công quốc Áo. Đám cưới được tổ chức vào ngày 14/02/1736. Hiệp ước (bí mật) giữa Hoàng đế và Francis được ký kết vào ngày 4/05/1736. Vào ngày 5/01/1737, các văn kiện nhượng quyền được ký kết tại Pontremoli giữa Đế quốc Tây Ban Nha và Đế quốc La Mã Thần thánh, với việc Tây Ban Nha nhượng lại Parma, Piacenza và Toscana cho Đế chế La Mã Thần thánh và La Mã Thần thánh công nhận Don Carlos của Tây Ban Nha là Vua của Naples và Sicily. Vào ngày 10/01, quân Tây Ban Nha bắt đầu rút khỏi Đại công quốc Toscana, và 6.000 quân Áo đã tiến vào thay thế. Ngày 24/01/1737, Francis nhận lãnh thổ Toscana từ cha vợ của mình. Cho đến lúc đó, Maria Theresa trở thành Đại công tước phu nhân xứ Lorraine.
Gian Gastone de 'Medici, qua đời ngày 9/07/1737, là anh họ thứ hai của Francis (Gian Gastone và cha của Francis đều là chắt của Francis II, Công tước xứ Lorraine), người cũng mang dòng máu Nhà Medici thông qua bà ngoại Marie de 'Medici, Vương hậu của Pháp và Navarre. Vào tháng 6/1737, Francis lại đến Hungary để chiến đấu chống lại người Ottoman. Vào tháng 10/1738, ông trở lại Viên. Vào ngày 17/12/1738, cặp đôi đi du lịch về phía Nam, cùng với em trai Charles để thăm Florence trong 3 tháng. Họ đến vào ngày 20/01/1739.
Năm 1744, em trai của Francis là Charles kết hôn với em gái của Maria Theresa, Nữ Đại công tước Maria Anna của Áo. Năm 1744 Charles trở thành thống đốc của Hà Lan thuộc Áo, ông giữ một chức vụ cho đến khi qua đời vào năm 1780.

## Trị vì

Đế huy của Francis I, trên cùng của Đế huy chính là Vương miện Đế chế Habsburg

Trong Hiệp ước Füssen, Maria Theresia đã đảm bảo để Franz được bầu làm Hoàng đế của Đế chế La Mã Thần thánh, diễn ra vào ngày 13/09/1745. Ông kế vị Karl VII của Thánh chế La Mã, và Maria đã để cho chồng mình làm đồng nhiếp chính cho các quyền thống trị cha truyền con nối của Nhà Habsburg.
Franz rất hài lòng khi để lại quyền lực cho người vợ đảm đang của mình. Ông có thiên phú về năng lực kinh doanh xuất chúng và là trợ thủ đắc lực cho Maria Theresia trong công việc khó nhọc cai quản các nền thống trị phức tạp của Áo, nhưng ông không hoạt động trong lĩnh vực chính trị hay ngoại giao. Tuy nhiên, vợ của ông đã để cho ông phụ trách các vấn đề tài chính mà ông đã quản lý rất tốt cho đến khi qua đời. Nợ nần chồng chất và trên bờ vực phá sản vào cuối cuộc Chiến tranh Bảy năm, Đế chế Áo ở trong tình trạng tài chính tốt hơn Pháp hoặc Anh trong những năm 1780. Ông cũng rất quan tâm đến khoa học tự nhiên.
Franz I rất nổi tiếng với các cuộc tình vụng trộm, đặc biệt là một cuộc tình với Maria Wilhelmina xứ Auersperg, người kém ông ta 30 tuổi. Mối quan hệ đặc biệt này đã được ghi lại trong thư và nhật ký của những người đến thăm triều đình và những người con của ông
Ông đột ngột qua đời trong xe ngựa của mình khi trở về từ nhà hát opera tại Innsbruck vào ngày 18/08/1765. Ông được chôn cất trong ngôi mộ số 55 trong Hầm mộ Hoàng gia (Imperial Crypt) ở Viên.
Maria Theresa và Francis I có 16 người con, trong số đó có Vương hậu cuối cùng của Pháp, con gái út của họ, Maria Antonia (1755–1793). Con trai của ông, Joseph II đã được bầu làm Hoàng đế của Thánh chế La Mã, và người con trai thứ tiếp theo là Peter Leopold (sau này là Hoàng đế Leopold II) được kế thừa Đại công quốc Toscana. Maria Theresia vẫn giữ quyền cai trị Quân chủ Habsburg của mình cho đến khi bà qua đời vào năm 1780.

## Hậu duệ
| №  | Tên                                              | Sinh       | Mất        | Chú thích |
| -- | ------------------------------------------------ | ---------- | ---------- | --- |
| 1  | Nữ Đại Công tước Maria Elisabeth Amalia của Áo   | 05/02/1737 | 06/06/1740 | mất thời thơ ấu, không có gia đình. |
| 2  | Nữ Đại Công tước Maria Anna                      | 06/10/1738 | 19/11/1789 | chết khi chưa lập gia đình. |
| 3  | Nữ Đại Công tước Maria Karolina Ernestina của Áo | 12/01/1740 | 25/01/1741 | chết trong thời thơ ấu, khả năng là do bệnh đậu mùa. |
| 4  | Hoàng đế Thánh chế La Mã Joseph II               | 13/03/1741 | 20/02/1790 | kết hôn 1) Vương tôn nữ Isabella của Parma (1741–1763), kết hôn 2) Công chúa Marie Josephe của Bavaria (1739–1767) – có 2 con gái nhưng chết trẻ).                                                           |
| 5  | Nữ Đại Công tước Maria Christina của Áo          | 13/05/1742 | 24/06/1798 | kết hôn với Hoàng tử Albert của Sachsen, Công tước của Teschen (1738–1822), người anh họ thứ 2 của cô, mắc bệnh (một con gái chết lưu)                                                                       |
| 6  | Nữ Đại công tước Maria Elisabeth của Áo          | 13/08/1743 | 22/09/1808 | chết khi chưa lập gia đình. |
| 7  | Đại Công tước Charles Joseph của Áo              | 01/02/1745 | 18/01/1761 | chết vì đậu mùa. |
| 8  | Nữ Đại Công tước Maria Amalia của Áo             | 26/02/1746 | 09/06/1804 | đã kết hôn Ferdinand, Công tước của Parma (1751–1802). |
| 9  | Hoàng đế Thánh chế La Mã Leopold II              | 05/05/1747 | 01/03/1792 | kết hôn với Infanta Maria Luisa của Tây Ban Nha (1745–1792). Đại công tước Toscana từ 1765 (thoái vị 1790), Hoàng đế La Mã Thần thánh từ 1790, Đại Công tước Áo, Vua của Hungary và Vua của Bohemia từ 1790. |
| 10 | Nữ Đại Công tước Maria Karolina của Áo           | 17/09/1748 | 17/09/1748 | chết trong khi sinh. |
| 11 | Nữ Đại Công tước Maria Johanna Gabriela của Áo   | 04/02/1750 | 23/12/1762 | chết vì bệnh đậu mùa |
| 12 | Nữ Đại Công tước Maria Josepha của Áo            | 19/03/1751 | 15/10/1767 | chết vì bệnh đậu mùa |
| 13 | Nữ Đại Công tước Maria Karolina của Áo           | 13/08/1752 | 07/09/1814 | kết hôn với vua Ferdinand IV của Naples và Sicily (1751–1825). |
| 14 | Đại Công tước Ferdinand của Áo                   | 01/06/1754 | 24/12/1806 | kết hôn với Maria Beatrice d'Este, Nữ Công tước của Massa, người thừa kế của Breisgau và của Modena. Công tước Breisgau từ năm 1803.                                                                         |
| 15 | Nữ Đại Công tước Maria Antonia của Áo            | 02/11/1755 | 16/10/1793 | kết hôn với Louis XVI của Pháp và Navarre (1754–1793) và trở thành Marie Antoinette, Nữ hoàng của Pháp và Navarre.                                                                                           |
| 16 | Công tước Maximilian Franz của Áo                | 08/12/1756 | 27/06/1801 | Tuyển đế hầu của Tổng giáo phận Cologne, 1784. |